# Ok Taec-yeon
Đây là một tên người Triều Tiên, họ là Ok.
Ok Taec-yeon (tiếng Hàn: 옥택연, sinh ngày 27 tháng 12 năm 1988 tại Busan, Hàn Quốc), thường được biết đến với nghệ danh Taecyeon, là một rapper và diễn viên người Hàn Quốc, thành viên và rapper chính của nhóm nhạc nam Hàn Quốc 2PM trực thuộc JYP Entertainment.

## Tiểu sử
Taecyeon đã được sinh ra tại Busan, Hàn Quốc [3] [4] (Lưu ý: các tham chiếu đến Busan bắt đầu lúc 3:34 trong video), nhưng di cư ở tuổi 10, với cha mẹ và chị gái Jihyen tới Bedford, Massachusetts, một thị trấn nhỏ nằm ở khu vực Greater Boston - Hoa Kỳ.
Taecyeon đã sống ở Hoa Kỳ được bảy năm, theo học tại Bedford High School, nơi anh là một thành viên tích cực của Chess Club, Jazz Band, JV Đội bóng đá và National Honor Society, trước khi trở lại để theo đuổi sự nghiệp của mình tại Hàn Quốc.
Sau khi về nước, Taecyeon đã theo học tại Gel In High School ở Seoul và học chuyên ngành Quản trị Kinh doanh tại Đại học Dankook. Anh đã hoàn thành việc học tại Trường Nghiên cứu Quốc tế trực thuộc Đại học Hàn Quốc - một trong những trường đại học uy tín nhất tại Hàn Quốc. Anh thông thạo tiếng Anh, Hàn Quốc, và Nhật Bản. Xuất thân từ Busan, Taecyeon cũng là quen thuộc với việc sử dụng các satoori phương ngữ, một phương ngữ mà anh sử dụng trong bộ phim "Wonderful Days" của KBS2.
Taecyeon từng mang quốc tịch Hoa Kỳ, nhưng anh đã từ bỏ để nhập quốc tịch Hàn Quốc - với nguyện vọng được phục vụ nghĩa vụ quân sự như một công dân bình thường. Vì thế, anh được khen ngợi và trao tặng danh hiệu "Đội Trưởng Hàn Quốc".

## Hoạt động nghệ thuật
Anh từng góp mặt trong ca khúc "Yes I'm In Love" của Bada trong album thứ tư của cô ấy và bài hát của Beak Ji Young năm 2009, "My Ear's Candy". Không chỉ vậy, Taecyeon từng là mc cho show âm nhạc Inkigayo trên kênh SBS với Wooyoung và thành viên Sulli của nhóm f(x). Ngoài ra Taecyeon còn là thành viên của show truyền hình thực tế "Family Outing 2" cùng với Jo kwon (2AM) và Im Yoon Ah (SNSD).
Năm 2010, Taecyeon tham gia vào phim "Cinderella's Sister" của đài KBS cùng Moon Geun Young
Năm 2010 - 2011, anh tiếp tục góp mặt trong drama âm nhạc "Dream High" cùng các idol nổi tiếng khác là Woo Young (2PM), Eunjung (T-ara), Suzy (Miss A), IU và Kim Soo Hyun. Bộ phim đã được công chiếu trên kênh KBS2 và nhận được rất nhiều sự yêu thích từ các khán giả trẻ tuổi trên toàn châu Á.
Năm 2014 - 2015, anh là thành viên cố định của show thực tế nổi tiếng "Three Meals a Day" của đài TvN cùng với Lee Seo-jin và Kim Kwang-kyu.
năm 2017-2019 nhập ngũ.

## Âm nhạc
Anh là thành viên nhóm nhạc nổi tiếng 2PM trực thuộc JYP Entertainment

## Diễn xuất

### Phim truyền hình
| Năm  | Phim                     | Vai trò                      | Ghi chú   | Kênh    |
| ---- | ------------------------ | ---------------------------- | --------- | ------- |
| 2010 | Cinderella's Sister      | Han Jung-woo                 | Nam phụ   | KBS2    |
| 2011 | Dream High               | Jin Gook / Hyun Shi-hyuk     | Nam chính | KBS2    |
| 2011 | Boku to Star no 99 Nichi | Tae-sung                     | Nam phụ   | Fuji TV |
| 2013 | Who Are You?             | Cha Gun-woo                  | Nam chính | tvN     |
| 2014 | Wonderful Days           | Kang Dong-hee                | Nam phụ   | KBS2    |
| 2015 | Assembly                 | Kim Kyu Hwan                 | Nam phụ   | KBS2    |
| 2016 | Let's Fight Ghost        | Park Bong Pal                | Nam chính | tvN     |
| 2017 | Save Me/Rescue Me        | Han Sang Hwan                | Nam chính | OCN     |
| 2020 | The Game: Towards Zero   | Kim Tae-pyung                | Nam chính | MBC     |
| 2021 | Vincenzo                 | Jang Jun-woo / Jang Han-seok | Nam phụ   | tvN     |
| 2021 | Ngự sử và Jo-yi          | Ra Yi-eon                    | Nam chính | tvN     |
| 2022 | Blind                    | Ryu Sung Yoon                | Nam chính | tvN     |

### Phim điện ảnh
| Năm  | Phim                     | Vai trò       | Phòng thu          |
| ---- | ------------------------ | ------------- | ------------------ |
| 2013 | Marriage Blue            | Won-chul      | Soo Film           |
| 2017 | House of the Disappeared | Linh mục Choi | Zion Entertainment |

## Chương trình thực tế
| Năm        | Tiêu đề                                        | Kênh           | Ghi chú                                                            |
| 2006       | Superstar Survival                             | SBS            |                                                                    |
| 2008       | Hot Blood                                      | Mnet           |                                                                    |
| 2008       | Idol Army Season 3                             | MBC            |                                                                    |
| 2009       | Inkigayo                                       | SBS            |                                                                    |
| 2009       | 2PM Wild Bunny                                 | Mnet           |                                                                    |
| 2010       | Strong Heart                                   | SBS            | Ep 18, 19 với Junho                                                |
| 2010       | Star Golden Bell                               | KBS2           | Ep.248 Với SNSD, SHINee, 2PM, 2AM                                  |
| 2010       | Let’s go! Dream Team Season 2                  | KBS2           | Ep 57, 59 (cả 2PM tham gia)                                        |
| 2010       | Idol Championship                              | MBC            | 25/09/2010                                                         |
| 2010       | Yoo Hee Yeol’s Sketchbook                      | KBS            | Ep. 40 Với 2PM quảng bá “Heart beat”                               |
| 2010       | Sebakwi                                        |                | Với 2PM và 2AM                                                     |
| 2010       | Win win                                        | KBS            | Với 2PM và 2AM                                                     |
| 2010       | Family Outing Season 2                         | SBS            | Thành viên cố định                                                 |
| 2010       | Happy Together                                 | KBS 2          | Ep 142, 143 quảng bá “Cinderella’s Sister”                         |
| 2010       | Happy Together                                 | KBS2           | Ep.171 Với 2PM                                                     |
| 2010       | We got married                                 | MBC            | Khuntoria (ep 30, 31, 32, 33, 36, 51, 54)                          |
| 2011       | Let’s go! Dream Team Season 2                  | KBS2           | Ep 91 cả 2PM tham gia                                              |
| 2011       | Radio Star                                     | MBC            | Với 2PM, Miss A                                                    |
| 2011       | Secret                                         |                | Ep 11                                                              |
| 2011       | Idol Star Swimming and Athletics Championships | MBC            | Với 2PM                                                            |
| 2011       | Entertainment Weekly Star Date                 | SBS            | Với 2PM quảng bá “Hands up”                                        |
| 2011       | 2PM Show                                       | SBS            |                                                                    |
| 2011       | Happy Together                                 | KBS2           | Ep.208 Với 2PM, After School                                       |
| 2012       | Running Man                                    | SBS            | Ep 40                                                              |
| 2012       | Goguma Historical Variety                      | SBS            | Chansung, Taecyeon                                                 |
| 2012       | God of Victory                                 |                | 2PM với Shinhwa                                                    |
| 2013       | A Song For You From 2PM                        | KBS            |                                                                    |
| 2013       | Happy Together                                 | KBS 2          | Ep 301                                                             |
| 2013       | Let’s go! Dream Team Season 2                  | KBS2           | Với 2PM                                                            |
| 2013       | Running Man                                    | SBS            | Ep 150                                                             |
| 2013       | 2PM Returns                                    | MBC            |                                                                    |
| 2013       | Yoo Hee Yeol’s Sketchbook                      | KBS            | Với 2PM quảng bá album “Grown”                                     |
| 2013       | Entertainment Weekly Guerilla Date             |                | Với 2PM quảng bá album “Grown”                                     |
| 2013       | The Human Condition (Cuộc sống không có điện)  | KBS2           | Với 2PM                                                            |
| 2013       | The Human Condition                            | KBS2           | Cuộc sống không căng thẳng                                         |
| 2013       | Gag Concert                                    | KBS2           | Với 2PM                                                            |
| 2013       | Radio Star                                     | MBC            | Với 2PM                                                            |
| 2013       | 2PM IS BACK                                    | LINE Star Chat | Với 2PM                                                            |
| 2013       | Cultwo                                         | SBS            | Với 2PM                                                            |
| 2013       | We got married                                 | MBC            | Teacyeon <3 Gui Gui                                                |
| 2013       | Hello Counselor/ Annyeonghaseyo                | KBS2           | Với 2PM                                                            |
| 2014       | Entertainment Weekly                           | SBS            | Quảng bá phim “Wonderful days”                                     |
| 2014       | I live alone                                   | MBC            | Tham gia cùng dàn diễn viên “Wonderful days”                       |
| 2014       | Những người bạn chân đất                       | SBS            | 13/07/2014 tập 13, Teacyeon làm MC với Kang Ho Dong                |
| 2014       | We got married                                 | MBC            | Wooyoung <3 Se-young (ep 1, ep 19, ep 20, ep 29)                   |
| 2014- 2015 | Three meals a day ss1 + ss2                    | TvN            | Thành viên cố định cùng với Lee Seo- jin                           |
|            | Running man                                    | SBS            | EP 234,235 cặp với Song Ji Hyo                                     |
| 2015       | Oven radio                                     | 1TheK          | Với 2PM                                                            |
| 2015       | Entertanment Weekly                            | SBS            | Với 2PM                                                            |
| 2016       | Entertanment Weekly                            | SBS            | 26/09/2016 với 2PM                                                 |
| 2016       | Mommy                                          | SBS            | Làm MC với Lee Hwi-jae                                             |
| 2016       | Chăm sóc tủ lạnh                               | jtbc           | Ep 98, 99                                                          |
| 2016       | Choi Hwa- Jung’s Power Time                    | SBS            | 09/09/2016                                                         |
| 2016       | Future Diary                                   | MBC            | Ep 7 (với Junho from 2PM)                                          |
| 2016       | Kiss the Radio                                 | KBS            | 13/09/2016, 2PM trừ Jun. K                                         |
| 2016       | Running Man                                    | SBS            | Ep 256                                                             |
| 2017       | Cultwo                                         | SBS            | Với Kim Yunjin quảng bá phim “House of the Disappeared”            |
| 2017       | Suddenly a Millionaire                         | O’live         | Ep 1- 7                                                            |
| 2017       | Showbiz Korea                                  | Arirang K- pop | Với Kim Yunjin quảng bá phim “House of the Disappeared”            |
| 2017       | Entertanment Weekly                            | SBS            | 20/03/2017 với Kim Yunjin quảng bá phim “House of the Disappeared” |
| 2017       | Wild Beat                                      |                | 2PM đi du lịch bụi với nhau                                        |
| 2017       | Let’s eat together                             | JTBC           | Ep 25                                                              |
| 2021       | MMGT                                           | Youtube        | Ep.194, 195,196 (Với 2PM)                                          |
| 2021       | Knowing Bros                                   | JTBC           | Ep. 287                                                            |
| 2021       | 2PM Comeback Show                              | Mnet (Youtube) |                                                                    |